# Аполлон-14
«Аполло́н-14» (англ. Apollo 14) — восьмая пилотируемая миссия в рамках программы «Аполлон», третья, совершившая посадку на Луну, и первая, совершившая посадку в Лунном нагорье.
Первоначально миссия была запланирована на 1970 год, но была отложена из-за расследования, связанного с неудачей «Аполлона-13», и, как следствие, необходимостью модификации космического корабля. Командир Алан Шепард, пилот командного модуля Стюарт Руса и пилот лунного модуля Эдгар Митчелл отправились в свою девятидневную миссию в воскресенье, 31 января 1971 года, в 16:03:02 EST. На пути к высадке на Луну экипаж преодолел неисправности, которые могли привести к прерыванию второй миссии подряд и, возможно, к преждевременному завершению программы «Аполлон».
Пока Шепард и Митчелл были на поверхности, Руса оставался на лунной орбите на борту командно-служебного модуля, проводя научные эксперименты и фотографируя Луну, в том числе место посадки будущей миссии «Аполлона-16». Он взял с собой несколько сотен семян, многие из которых проросли по возвращении, что привело к появлению так называемых лунных деревьев, которые широко распространились в последующие годы. После старта с поверхности Луны и успешной стыковки космический корабль был доставлен обратно на Землю, где 9 февраля три астронавта благополучно приводнились в Тихом океане.

## Экипажи и инженеры
Основной экипаж
- Алан Шепард — командир (2-й космический полёт)
- Стюарт Руса — пилот командного модуля (1-й космический полёт)
- Эдгар Митчелл — пилот лунного модуля (1-й космический полёт)

Алан Шепард был самым возрастным на время полёта (47 лет). Экипаж в целом имел минимальный полётный опыт: Шепард побывал только в 15-минутном суборбитальном полёте по программе «Меркурий», а Руса и Митчелл совершали свой первый полёт.
Дублирующий экипаж
- Юджин Сернан
- Роналд Эванс
- Джо Энгл

Экипаж поддержки
- Уильям Поуг
- Брюс Маккэндлесс
- Гордон Фуллертон
- Филип Чапмен

### Инженеры
- Пит Франк (директор запуска)
- Дейв Рид (инженер по динамике полёта)
- Франкл Ван Ренсселер (инженер систем ускорения)[1]

В центре управления полетами, ответственные за связь с астронавтами, были Эванс, Маккэндлесс, Фуллертон и Хейз. Ветеран «Аполлона-13», который был прерван ещё до достижения Луны, Хайз применил свою подготовку к этой миссии, особенно во время выхода в открытый космос, поскольку обе миссии были нацелены на одно и то же место на Луне. Если бы Хайз побывал на Луне, он был бы первым астронавтом Группы 5, сделавшим это, но эта честь досталась Митчеллу.
У руководителей полетов во время Аполлона было описание должностных обязанностей из одного предложения: «Директор полета может предпринимать любые действия, необходимые для безопасности экипажа и успеха миссии». Для Аполлона 14 это были: Пит Франк, команда Оранжевых; Глинн Ланни, команда чёрных; Милт Виндлер, команда красный и Джерри Гриффин, команда жёлтый.

## Задачи полёта
Цель полёта — высадка на Луне с проведением исследований по более широкой программе, чем при полёте корабля «Аполлон-12». Предусматривались посадка на Луну в районе кратера Фра Мауро (планировавшегося места посадки корабля «Аполлон-13»), отработка техники посадки лунного модуля в пересечённом материковом районе Луны (две предыдущие экспедиции прилунялись в морских районах), сбор образцов лунного грунта, фотографирование и киносъёмка на поверхности Луны, установка на Луне научных приборов, исследование локальных магнитных полей с помощью портативного магнитометра (перевозимого, вместе с другим оборудованием на специальной тележке), фотографирование поверхности Луны с селеноцентрической орбиты (в первую очередь, района кратера Декарт — расчётного места высадки экспедиции на корабле «Аполлон-16»), падение на Луну последней ступени ракеты-носителя и использованной взлётной ступени лунного модуля, некоторые другие задачи.
Программа полёта была выполнена полностью.
Миссии предстояло вернуть доверие к программе «Аполлон» после аварии «Аполлона-13».

## Обучение и подготовка экипажа
Основной и резервный экипажи для «Аполлона-13» и «Аполлона-14» были объявлены 6 августа 1969 года. Старт «Аполлона-14» был намечен на июль 1970 года, но в январе того же года из-за сокращения бюджета, которое привело к отмене полета «Аполлон-20», NASA решило сократить количество полетов до двух в год, начиная с 1970 год, по новому графику «Аполлон-13» был запущен в апреле и «Аполлон-14» планировался на октябрь или ноябрь.
Расследование аварии, приведшей к прерыванию полета «Аполлона-13», отодвинуло дату запуска «Аполлон-14». 7 мая 1970 года администратор NASA Томас О. Пейн объявил, что «Аполлон-14» будет запущен не раньше 3 декабря, и высадка на Луну будет происходить недалеко от места, назначенного для высадки «Аполлона-13». Астронавты продолжили свои тренировки. 30 июня 1970 года, после публикации отчёта об аварии и обзора необходимых модификаций в космическом корабле, NASA объявило, что запуск будет осуществлён не ранее 31 января 1971 г.

Экипаж Аполлона 14 тренировался вместе в течение 19 месяцев после назначения в состав миссии, дольше, чем любой другой экипаж Аполлона на тот момент. В дополнение к обычной тренировочной нагрузке они должны были контролировать изменения в командном модуле, сделанные в результате расследования «Аполлона-13», большая часть которого была возложена на Шепарда и Русу. Позже Митчелл заявил:
Мы понимали, что если наша миссия потерпит неудачу — если нам придется повернуть назад, — это, вероятно, стало бы концом программы «Апполон». NASA не потерпит двух неудач подряд. Мы осознавали, что задача сделать всё правильно легла тяжелым грузом ответственности на наши плечи. 
До неудачной миссии «Аполлон-13» планировалось, что «Аполлон-14» приземлится недалеко от кратера Литтров в Море Ясности, где есть объекты, которые считались вулканического происхождения. После неудачного возвращения «Аполлона-13» было решено изменить место посадки, недалеко от кратера Конус в формации Фра Мауро, сильнее интересовавшей ученых, чем Литтров. Формация Фра Мауро состоит из выбросов в результате удара, сформировавшегося Море Ясности и ученые надеялись получить образцы, которые возникли глубоко под поверхностью Луны. Кратер Конус возник в результате молодого глубокого удара и был достаточно большим, чтобы прорваться сквозь все обломки, отложившиеся после Имбриумного события, которое геологи надеялись датировать. Приземление вблизи Фра Мауро также позволит сделать орбитальную фотосъемку другого предполагаемого места посадки — кратера Декарт, ставшего местом посадки «Аполлона-16» . Хотя кратер Литтров не был разведан, близлежащая область Таурус-Литтров стала местом посадки «Аполлона-17». Место посадки «Аполлона-14» было назначено немного ближе к кратеру Конус, чем место, назначенное для «Аполлона-13».
Изменение места посадки с Литтров на Фра Мауро повлияло на геологическую подготовку экипажа «Аполлона-14». До перехода астронавтов доставляли на вулканические участки на Земле; после этого они посетили места кратеров, такие как кратер Рис в Западной Германии и поле искусственных кратеров, созданное для обучения космонавтов в долине Верде в Аризоне. Эффективность обучения снижалась отсутствием энтузиазма, проявленного Шепардом, который задал тон Митчеллу. Харрисон Шмитт предположил, что у командира были другие заботы, такие как подготовка к полету после десятилетнего перерыва (в последний раз Шепард летал в космос в 1961 году, во время миссии «Меркурий-Редстоун-3») и обеспечение успешной миссии после аварии «Аполлона-13».
Руза в одиночку тренировался на лунной орбите, когда он наблюдал за Луной и фотографировал. Он был впечатлен тренировкой, проведенной геологом Фаруком Эль-Базом для пилота командного модуля основного экипажа «Апполон-13» Кена Маттингли, и уговорил Эль-Базу согласиться на его обучение. Двое мужчин внимательно изучали лунные карты, на которых изображены районы, над которыми должен был пройти командный модуль. Когда Шепард и Митчелл были в своих геологических поездках, Руза был наверху в самолёте, фотографируя это место и проводя наблюдения. Эль-Баз попросил Рузу провести наблюдения, управляя его реактивным самолётом Т-38 на скорости и высоте, имитирующей скорость, с которой поверхность Луны будет проходить под командным модулем.
Другой проблемой, которая отметила Аполлон-13, была смена экипажа в последнюю минуту из-за заражения инфекционным заболеванием. Чтобы предотвратить ещё одно подобное происшествие, для Аполлона 14 НАСА учредило так называемую Программу стабилизации состояния здоровья летных экипажей. За 21 день до запуска экипаж жил в помещениях на стартовой площадке Космического центра Кеннеди (KSC) во Флориде, а их контакты ограничивались их супругами, дублирующим экипажем, техническими специалистами миссии и другими лицами, непосредственно участвующими в обучении. Эти люди прошли медицинский осмотр и прошли вакцинацию, а передвижения экипажа были максимально ограничены в KSC и близлежащих районах.
Командный и служебный модули были доставлены в КСК 19 ноября 1969 г .; взлетная ступень лунного модуля прибыла 21 ноября, посадочная ступень — тремя днями позже. После этого продолжились отладка, тестирование и установка оборудования. Ракета-носитель с космическим кораблем наверху была вывезена из здания сборки транспортных средств на площадку 39A 9 ноября 1970 года.

## Оборудование

### Космический корабль
Корабль включал в себя командный модуль (образец 110) и лунный модуль (образец LM-8).
Для командного модуля астронавты выбрали позывной «Китти Хок» (место, где совершили свой первый полёт на самолёте братья Райт), для лунного модуля — «Антарес» (звезда в созвездии Скорпиона, которую астронавты должны были наблюдать во время посадки на Луну).
Вес корабля: 44,5 тонны.

### Ракета-носитель
Для запуска использовалась ракета «Сатурн-5» (образец AS-509) который была похожа на те, которые использовались в Аполлоне 8-13 Вес составлял 2950867 кг, это ракета была на 1730 кг тяжелее чем в миссии Аполлон-13.
Был внёсен ряд изменений, чтобы избежать колебаний, которые вызвали преждевременное отключение центрального двигателя J-2 на второй ступени S-II Аполлон-13 . К ним относятся аккумулятор газообразного гелия, установленный в линии жидкого кислорода (LOX) центрального двигателя, резервное устройство отключения для этого двигателя и упрощенный двухпозиционный клапан использования топлива на каждом из пяти двигателей J-2.

## Предстартовая подготовка и старт
Ракета-носитель с кораблём была вывезена на стартовую площадку 9 ноября 1970 года. В декабре 1970 года были обнаружены неполадки в бортовом компьютере отсека экипажа и в одном из переключателей, а также трещина в сварном шве кислородного бачка. Эти неполадки были устранены, и подготовка возобновилась.
В ходе имитации запуска в середине января отказала автоматическая система контроля заправки третьей ступени ракеты-носителя жидким кислородом. Через четыре с половиной часа заправка возобновилась с использованием ручной системы контроля и далее проходила нормально.

В Центре управления запуском среди почётных гостей присутствовал вице-президент США Спиро Агню и несколько министров. На космодроме и в прилегающих районах старт наблюдали около 500 тыс. человек.

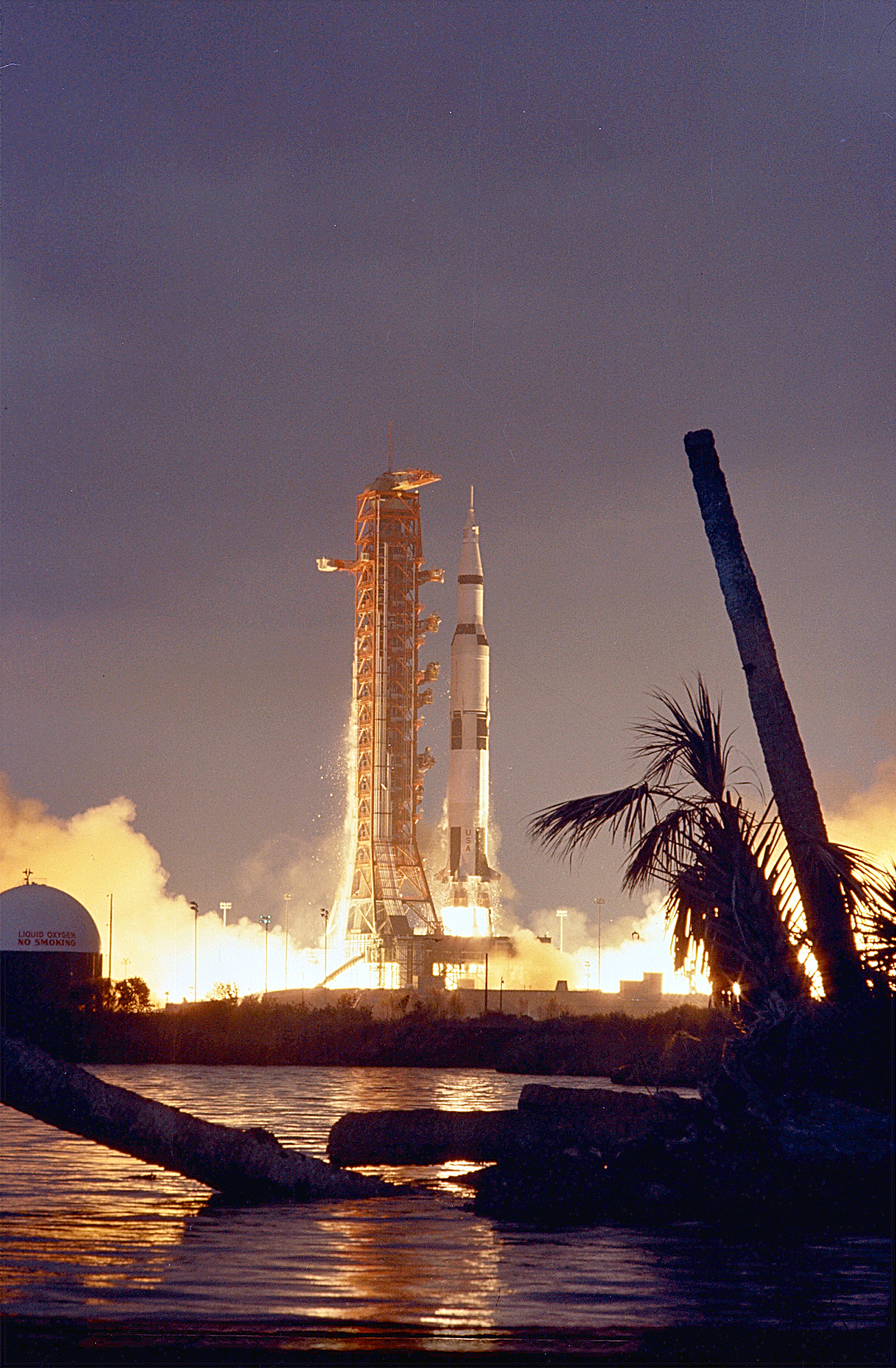
Старт РН Сатурн-5 с «Аполлоном-14»

за 1 час и 30 минут до изначально намеченного старта было очищена кабина корабля.
за 1 час и 23 минуты до назначенного старта командир Алан Шепард начал предстартовую проверку корабля.

за 1 час до планировавшегося запуска Алан Шепард сверился о погоде и получил ответ:
Дела идут очень хорошо. Мы впереди по времени.
-Скип Шовен 19:30 31 января 1971 года
за 55 минут до намеченного старта управление было передано в Хьюстон.
за 29 минут до назначенного старта была проведена предстартовая проверка систем лунного модуля.
за 24 минуты было высказано серьёзное беспокойство насчёт погоды.
за 20 минут прибыл вице-президент США и принц Испании.
за 10 минут корабль был переведён на автономное питание.
за 8 минут и 2 секунды часы обратного отсчёта были остановлены, а старт перенесён по причине плохих погодных условий.
в 20 часов 55 минут обратный отсчёт возобновили.
за 6 минут до старта были отданы команды по переключению двигателей к компьютеру.
за 4 минуты до старта весь состав обслуживания экипажа покинул кабину.
за 3 минуты 30 секунд управление аварийной остановкой полёта было передано Алану Шепарду .
за 3 минуты 15 секунд астронавтов предупредили о скором переходе управления двигателями к компьютеру.
за 2 минуты 46 секунд давление в топливных баках начало повышаться в автоматическом режиме.
за 2 минуты 10 секунд корабль был полностью загерметизирован.
за 25 секунд была закончена настройка навигации.
за 8 секунд начало последовательности зажигания двигателей.
Корабль «Аполлон-14» стартовал 31 января 1971 года в 21 час 03 минуты GMT на 40 минут позже расчётного времени.
000:00:00 Взлёт
000:00:04 Шепард второй раз в своей жизни уточняет запустили ли часы запуска.
000:00:10 начинается отслеживание местоположения космического корабля со станции MILA.
000:00:16 Хьюстон запрашивает первый контроль состояния экипажа.
000:01:29 Достигнут максимум давления в камерах сгорания.
000:02:03 Шепард отключает автоматическую часть аварийного управления прерыванием запуска.
000:03:10 Отделение первой ступени.
000:03:29 Митчелл приступает к контролю поступления воды для охлаждения командного модуля.
000:06:03 Экипаж активирует двигатель командного модуля.
000:10:23 Корабль переведён на орбиту высотой в 189 км.
000:12:56 Вице-президент перешёл в огневую рубку
000:22:55 Корабль выходит из стратосферы и попадает в космос.

## Отлёт к Луне

### На околоземной орбите
Ракета-носитель вывела корабль на геоцентрическую орбиту, близкую к расчётной.
000:51:59 связь на околоземной орбите налажена.
000:54:00 ЦУП возобновил наблюдение над полётом.
001:06:00 Начало после стартовой конференции.
001:30:00 Конец после стартовой конференции. Время перехода к лунной траектории запланировано на 002:28:27
002:04:00 Отдано распоряжение о включении двигателей для перехода к лунной траектории в изначально запланированное время.
002:36:23 Последний сеанс связи на околоземной орбите.
002:39:00 Переход на траекторию полёта к Луне.

### На траектории полёта к Луне
На третьем часу полёта двигатель последней ступени ракеты-носителя был включён вторично и вывел ступень с кораблём на траекторию полёта к Луне.
В начале четвёртого часа полёта начались операции по перестроению отсеков. При предыдущих полётах кораблей серии «Аполлон» эти операции обычно занимали около 25 минут, а при полёте корабля «Аполлон-14» потребовали два часа. Стыковка командного модуля с лунным модулем, находившимся на последней ступени ракеты-носителя, удалась только с шестой попытки (при предыдущих полётах производилось девять стыковок, и все удавались с первой попытки). Первая попытка была произведена в 3 часа 14 минут полётного времени. Головная часть стыковочного штыря попала в приёмный конус, однако в отверстие не прошла. Пилот командного модуля Руса отвёл основной блок и на стенке приёмного конуса увидел царапины от защёлок, что показывало, что они не утапливались. Руса произвёл ещё четыре попытки стыковки, но безуспешно.
Стыковку необходимо было провести в течение 18 часов. На это время рассчитан ресурс батарей на последней ступени ракеты-носителя, обеспечивающих питание системы стабилизации ступени. Если бы стыковка не удалась, то вторая подряд лунная экспедиция окончилась бы неудачей, что могло неблагоприятным образом отразиться на программе пилотируемых полётов США в целом.
Шепард предложил разгерметизировать отсек экипажа, открыть люк и вылезти в туннель-лаз для осмотра головной части стыковочного штыря, однако экипажу порекомендовали провести ещё одну попытку стыковки, но при этом втянуть стыковочный штырь и обеспечить непосредственный контакт корпусов командного модуля и лунного модуля. Стыковка с соблюдением такой процедуры увенчалась успехом.
После осуществления стыковки, астронавты демонтировали стыковочный штырь и внесли его в кабину для осмотра, также показав штырь по телевизионному каналу наземным специалистам. Осмотр показал, что защёлки штыря работают нормально, и наблюдавшиеся неполадки повториться не должны.
Если бы при стыковке стартовавшей с Луны взлётной ступени лунного модуля произошла такая же неполадка, то стыковка путём непосредственного контакта корпусов была бы невозможна (из-за небольшой массы взлётная ступень просто отскочила бы при ударе до того, как автоматические захваты попали бы в гнёзда), и астронавтам пришлось бы совершать аварийный и весьма опасный переход через открытый космос.
Специалисты посчитали, что утапливание защёлок при первых пяти попытках стыковки мешало попавшее в них какое-то инородное тело (возможно, замёрзшая вода или грязь), которое перед шестой попыткой стыковки выпало. Повторное возникновение таких неполадок посчитали исключённым, и на двадцать пятом часу полёта его руководители официально заявили, что состояние стыковочного штыря не препятствует посадке на Луну.
На третьих сутках полёта была проведена коррекция траектории и плановая проверка бортовых систем лунного модуля.
Во время телевизионного сеанса Шепард предложил ещё раз продемонстрировать стыковочный штырь, поскольку астронавтов не оставляло беспокойство, что при стыковке на селеноцентрической орбите могут снова возникнуть неполадки. Руководители полёта заявили, что повторно демонтировать штырь нет необходимости.
На четвёртые сутки полёта обработка телеметрической информации показала, что одна из батарей на взлётной ступени лунной кабины давала напряжение меньше номинального. Астронавты перешли в лунную кабину для проверки батареи, поскольку дальнейшего падения напряжения не произошло, было сделано заключение, что неисправен один из элементов батареи. Руководители полёта приняли решение не отказываться от посадки на Луну, если дальнейшего падения напряжения не произойдёт.
На 83-м часу полёта корабль вышел на начальную селеноцентрическую орбиту, близкую к расчётной. В конце этого же часа было произведено падение на Луну последней ступени ракеты-носителя. Падение зарегистрировал сейсмометр, установленный экипажем корабля «Аполлон-12», было проведено глубинное зондирование Луны.

## Посадка на Луну

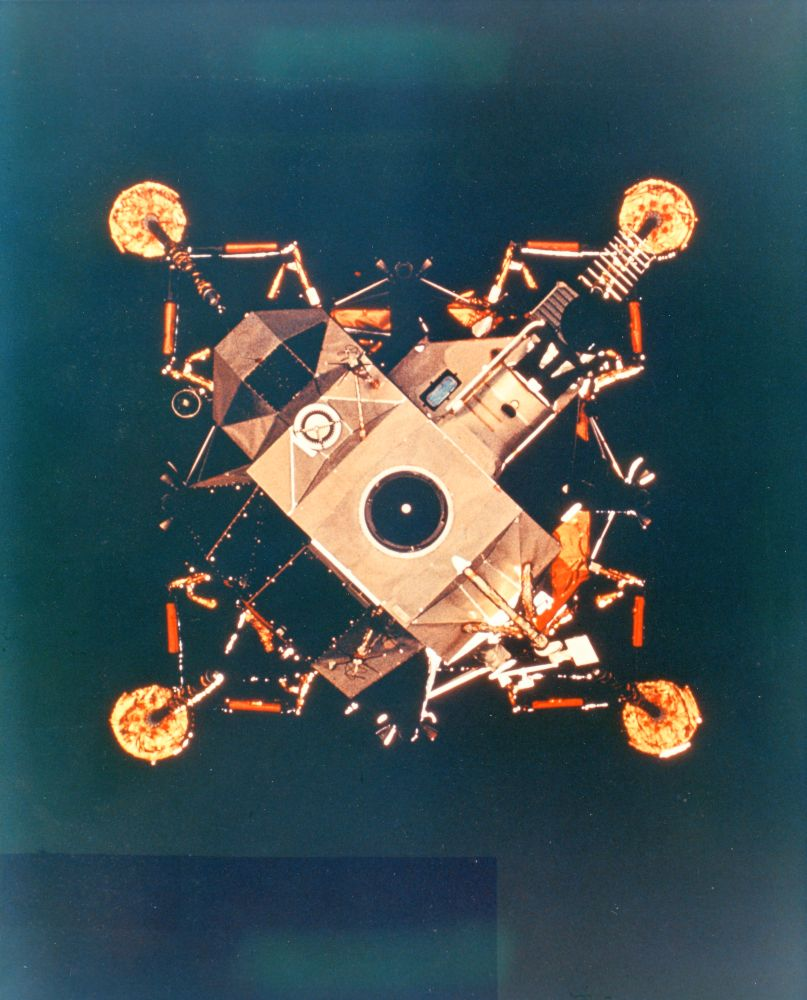
Лунный модуль Антарес после отстыковки

Шепард и Митчелл перешли в лунную кабину примерно за четыре часа до расстыковки лунного модуля с командным.
Расстыковка произошла на сто четвёртом часу полёта.
За полтора часа до расчётного включения двигателя посадочной ступени на торможение для обеспечения посадки на Луну, очередная проверка показала, что в бортовой компьютер введена программа аварийного прекращения посадки и возвращения к командному модулю. Это произошло вследствие короткого замыкания в тумблере, которым эта программа вводится в компьютер. Отработка программы аварийного прекращения посадки началась бы через 26 секунд после включения двигателя, даже при нормальном протекании полёта. Одним из наземных специалистов была срочно разработана подпрограмма, которая должна была предотвратить автоматическую отработку программы аварийного возвращения. Если бы на участке торможения сложились условия, требующие аварийного возвращения к командному модулю, астронавты вручную (нажав так называемую «кнопку паники») могли обеспечить отработку соответствующей программы. Подпрограмма была введена астронавтами в бортовой компьютер, проведённые испытания показали её эффективность. Испытания завершились всего за 10 минут до расчётного момента включения двигателя.

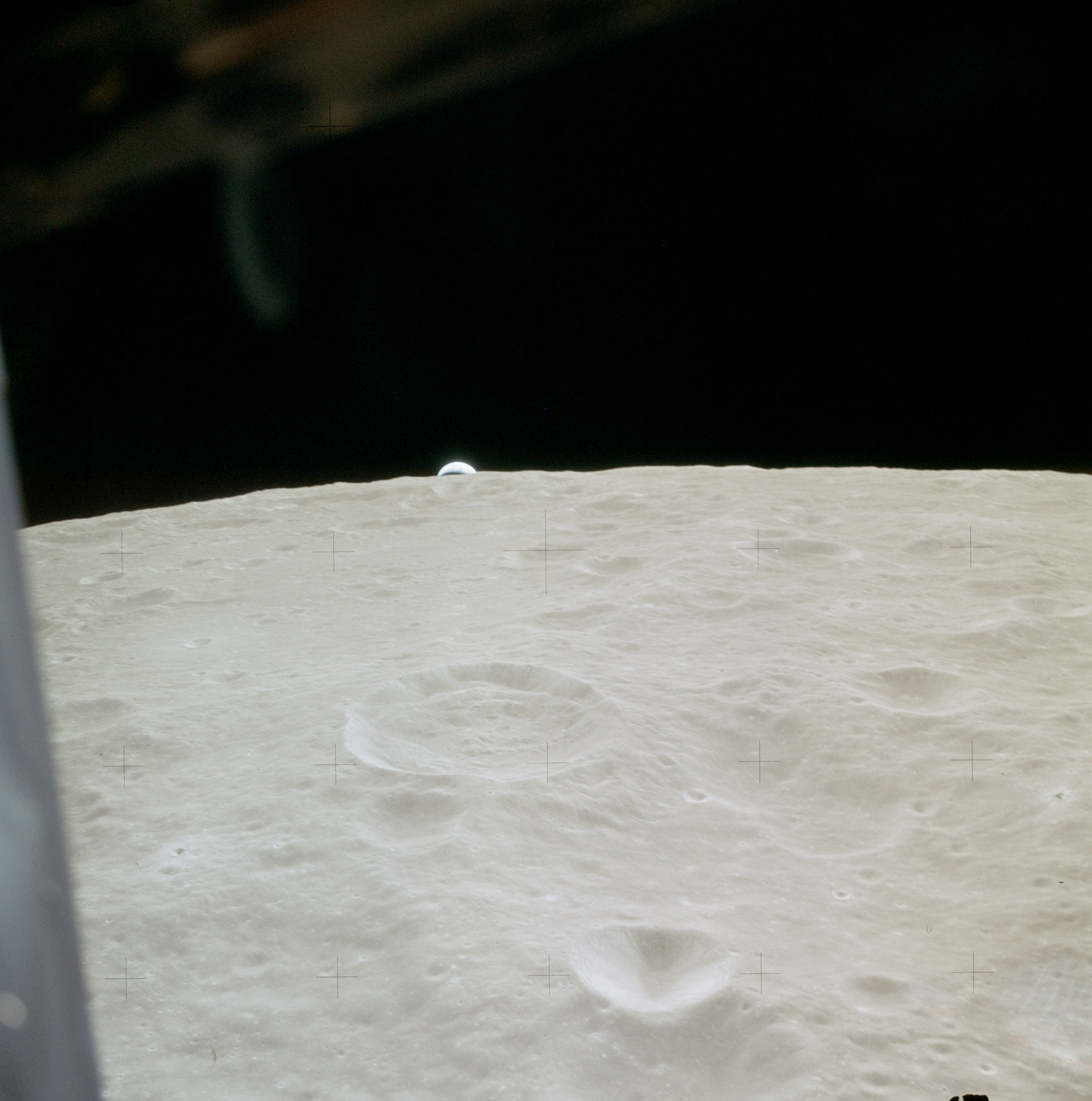
Восход Земли, сфотографированный во время спуска

Двигатель посадочной ступени лунного модуля был включён в 108 часов 42 минуты 29 секунд полётного времени.
В течение первых 26 секунд полёта лунного модуля Шепард вручную поддерживал тягу двигателя на уровне около 10 % (так требовала новая подпрограмма), а затем перевёл его в режим максимальной тяги, после чего началась отработка штатной автоматической программы посадки.
На высоте около 10 км радар должен был произвести захват поверхности Луны, однако захвата не произошло. Если бы его не произошло до достижения высоты 3 км, от посадки, согласно инструкции, пришлось бы отказаться. Митчелл несколько раз выключил и включил локатор и, когда высота составляла 8 км, захват произошёл.
Спуск в автоматическом режиме был рассчитан на 11 минут 32 секунды, фактически он продолжался 12 минут 44 секунды, поскольку Шепард на некоторое время перевёл лунный модуль в режим зависания для выбора подходящей площадки на весьма пересечённой местности.
Посадка на Луну произошла 5 февраля 1971 года в 9 часов 18 минут 11 секунд GMT. Бортовое время посадки 108 часов 55 минуты 13 секунд. Лунный модуль опустился на площадку с уклоном 8 градусов (при уклоне более 15 градусов астронавтам запрещён спуск по лестнице на поверхность Луны, при уклоне более 42 градусов старт с Луны невозможен).
По заявлению Шепарда, ровных площадок на участке посадки не было вообще.

## Пребывание на Луне
После посадки астронавты в течение нескольких минут находились в готовности совершить аварийный старт с Луны. Поскольку обстановка аварийного старта не требовала, астронавты получили разрешение Центра управления и начали готовиться к своему первому выходу на Луну.
Первым на поверхность Луны в бортовое время 114 часов 31 минут спустился Шепард. При этом он произнёс: «Это был долгий путь, но вот мы здесь». Менее чем через пять минут на поверхность спустился Митчелл. Астронавты осмотрели участок посадки. Были видны следы выбрасывания грунта под воздействием факела двигателя посадочной ступени лунного модуля.

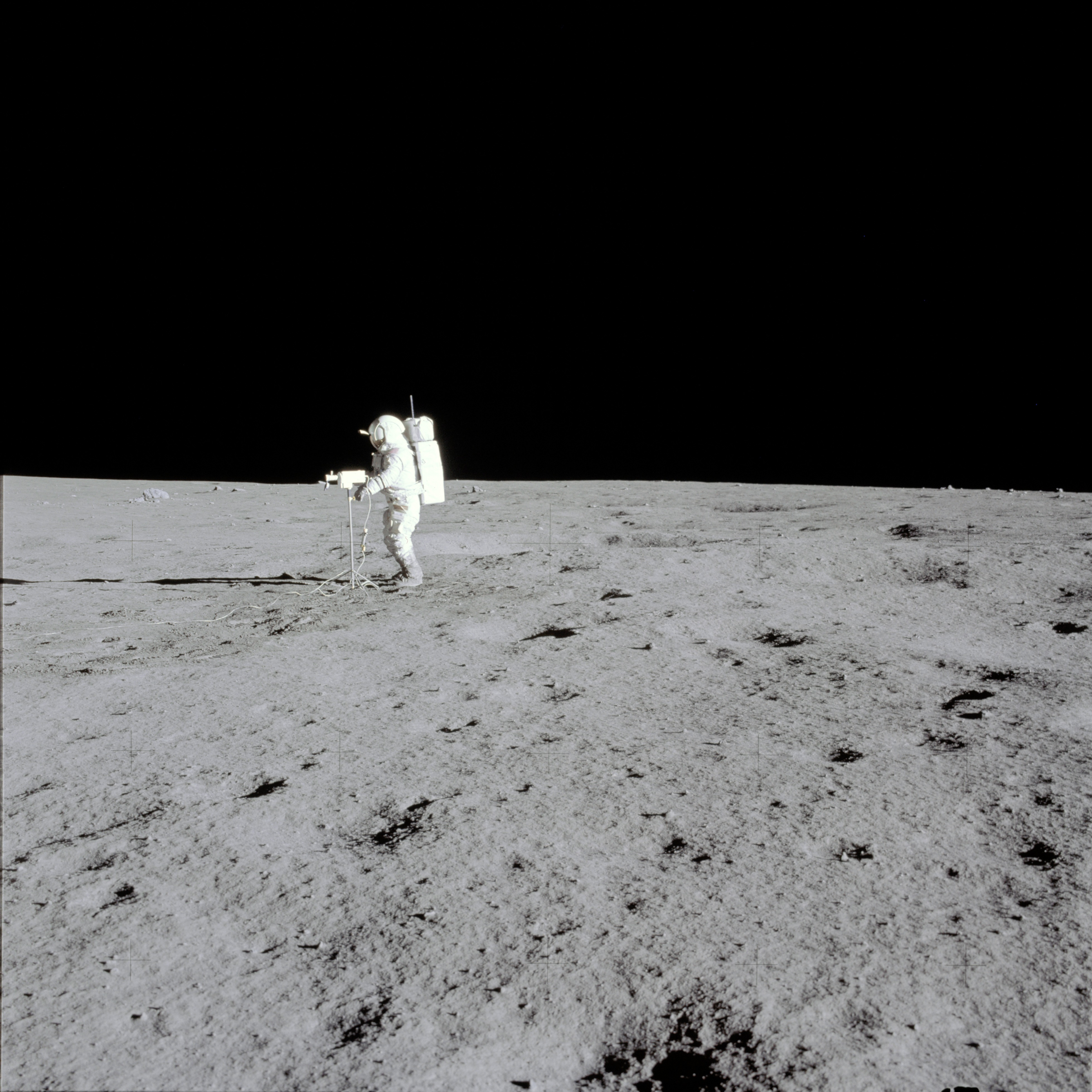
Митчелл показывает окружающий ландшафт, управляя телекамерой

Примерно через десять минут Митчелл снял с корпуса посадочной ступени тележку и собрал первые образцы грунта, а Шепард установил телекамеру на штатив в 15 метрах от лунного модуля.
Астронавты разгрузили и установили часть оборудования, затем был установлен флаг США.
Митчелл, взяв телекамеру в руки, показал окружающий ландшафт, сопровождая это комментариями.
В 115 часов 49 минут полётного времени астронавтов попросили подойти к флагу, после чего им передали послание президента Никсона.
В 116 часов 27 минут полётного времени, астронавты, предварительно погрузив часть оборудования на тележку, отправились к месту для установки научных приборов. Шепард тянул тележку одной рукой, а другой нёс отражатель лазерного излучения. Митчелл нёс соединённые штангой два комплекта научного оборудования. В самом начале пути он вынужден был остановиться для отдыха, поскольку «эта штука оказалась тяжелее, чем я думал».

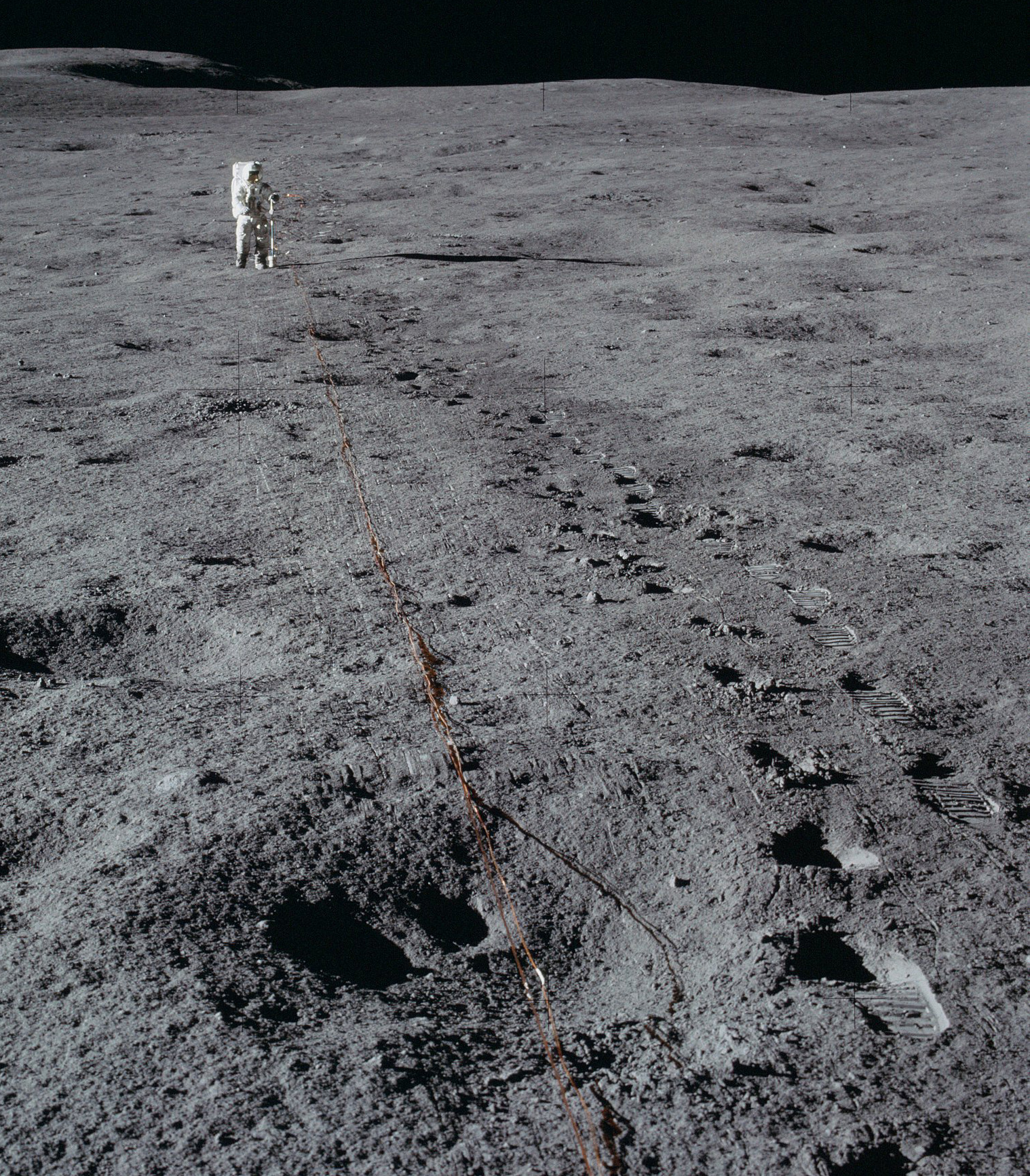
Кабель с геофонами и Митчелл

На 118 часу экспедиции приборы были установлены на грунте, а по поверхности проложен кабель с геофонами. Митчелл прошёл вдоль кабеля производя подрывы пиротехнических зарядов. Он произвёл 18 попыток, спусковой механизм сработал только 13 раз, но, по утверждению учёных, этого было достаточно для запланированных исследований.
На обратном пути к лунному модулю, астронавты произвели дополнительный сбор лунных образцов.
Первый выход экипажа лунного модуля корабля «Аполлон-14» на лунную поверхность продолжался 4 часа 45 минут.
Возвратившись в лунный модуль после первого выхода, астронавты произвели подзарядку водой и кислородом автономных ранцевых систем жизнеобеспечения. После приёма пищи, сна и ещё одного приёма пищи астронавты начали готовиться ко второму выходу на поверхность Луны.
При первом выходе в скафандре Митчелла была обнаружена небольшая утечка, поэтому астронавтам приказали проверить этот скафандр особенно тщательно.

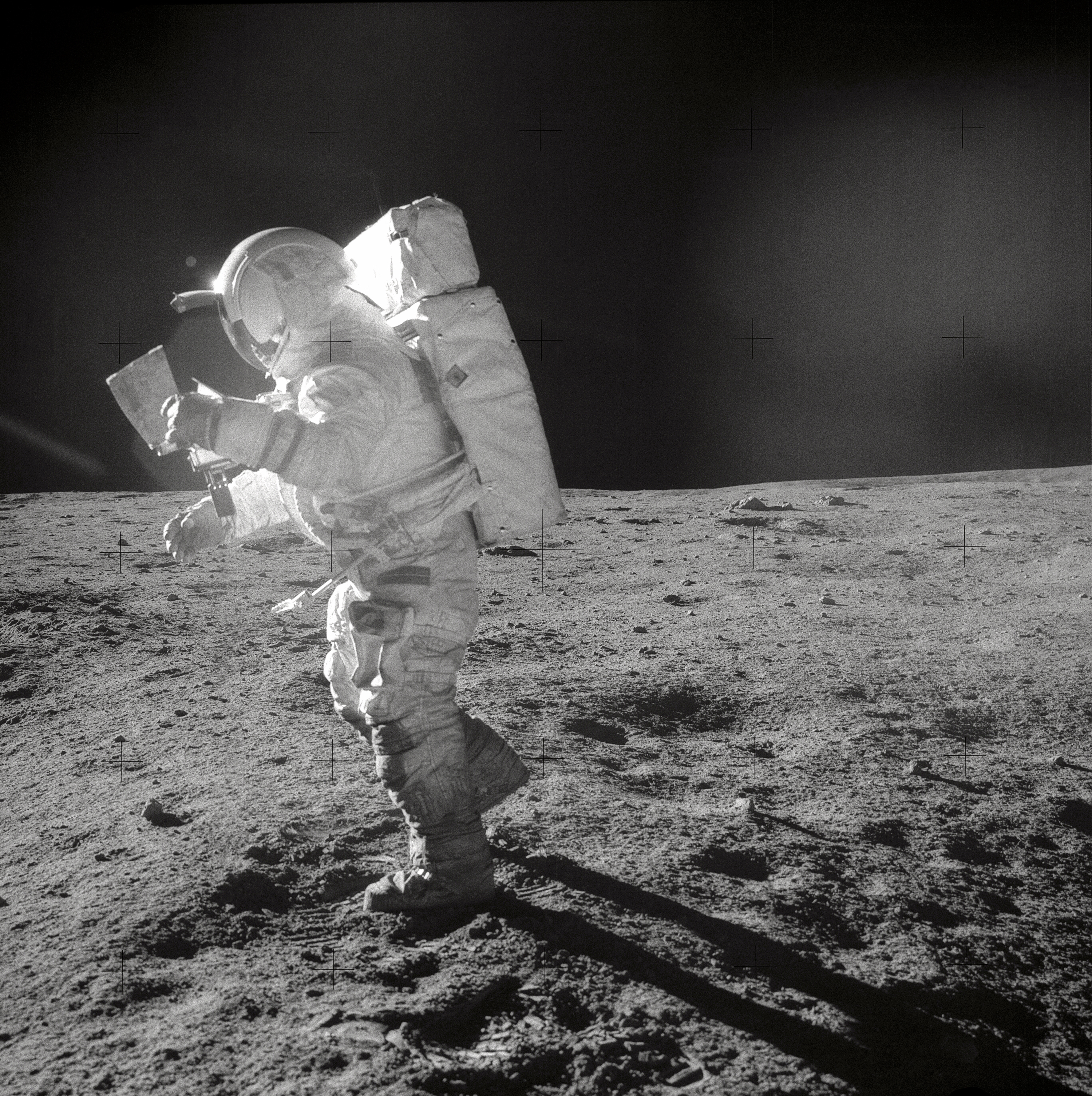
Митчелл ориентируется по карте

Находящаяся на штативе телевизионная камера была снова включена в 131 час 52 минуты полётного времени.
Спустя 5 минут на поверхность Луны спустился Шепард, ещё через три минуты — Митчелл. Астронавты погрузили необходимое оборудование в тележку и направились к близлежащему кратеру Коун.
Во время первой остановки с помощью трубки-пробоотборника была взята колонка грунта с глубины 45 см. Заглубить трубку на полную длину (110 см) не удалось, мешали твёрдые породы.
Сделав по пути ещё одну остановку, астронавты достигли кратера Коун и начали восхождение на его склон. Крутизна склона по их оценке достигала 18 градусов. Тележку астронавты не катили, а несли на руках, держа с двух сторон. Между астронавтами возник спор относительно ориентиров. После нескольких остановок для отдыха и ориентирования, астронавты решили, что приближаются к краю кратера, однако это оказался гребень, за которым подъём продолжился, а склон стал заметно круче. Астронавты сообщили, что до края идти ещё не менее 30 минут, причём, возможно, они ошибаются в определении своего местоположения. При переговорах было слышно тяжёлое дыхание астронавтов. Шепард высказал мнение, что целесообразно начать возвращение, иначе не останется времени на сбор запланированного комплекта образцов. Учёные на Земле согласились с ним, и предложили взять образцы в том месте, где находились астронавты, поскольку эти образцы не должны были существенно отличаться от находившихся на самом краю кратера.
В скафандре Шепарда была зарегистрирована небольшая утечка кислорода.
Астронавтам приказали взять образцы белых камней и немедленно возвращаться к лунному модулю по максимально короткой траектории. По пути были взяты ещё несколько проб лунного грунта.
В 135 часов 32 минуты полётного времени астронавты достигли лунного модуля.
Шепард направился к месту, где во время первого выхода были установлены приборы, и проверил положение антенны блока телеметрической аппаратуры, а Митчелл пошёл в район нагромождения камней для сбора образцов.
Вернувшись к лунному модулю, астронавты погрузили контейнеры с образцами.
Перед входом в лунный модуль Шепард вынул из кармана скафандра три мяча для игры в гольф и, пользуясь одним из инструментов в качестве клюшки, сделал три удара. Мячи для гольфа Шепард взял с ведома руководителей полёта, и они были стерилизованы. Митчелл метнул, как копьё, штангу длиной полтора метра.
Митчелл вошёл в лунный модуль в 136 часов 07 минут полётного времени, Шепард — десять минут спустя.
Выход продолжался 4 часа 29 минут.
Астронавты собрали 23 кг образцов. Среди находок — лунный образец 14321, более известный как «Большая Берта», подобранный командиром Apollo 14 Аланом Шепардом около края кратера Конус.
На посадочной ступени лунного модуля была смонтирована видеокамера, включаемая по команде с Земли. С её помощью были сняты астронавты, возвращающиеся от кратера Коун. Однако астронавты забыли извлечь кассету с плёнкой из этой камеры, которая осталась на Луне.
После окончания второго выхода, астронавты снова разгерметизировали кабину лунного модуля и открыли люк для выбрасывания ставших ненужными предметов.

## Работа на орбите
Руза провёл в одиночестве почти два дня на борту командного модуля «Китти Хок», выполняя первую интенсивную программу научных наблюдений с лунной орбиты, большая часть которой должна была быть проведена Аполлоном 13. После того, как «Антарес» отделился и его команда начала подготовку к посадке, Руза в Китти-Хоук запустил двигатель, чтобы поднять командный модуль на орбиту высотой приблизительно в 110 км, а затем манёвр изменения наклонения орбиты, чтобы компенсировать вращение Луны.
Руза делал снимки с лунной орбиты. Лунная топографическая камера, также известная как камера Hycon, должна была использоваться для съемки поверхности, включая участок Декарт-Хайлендс, рассматриваемый для Аполлона-16, но в ней быстро возникла неисправность затвора, которую Руза не смог исправить, несмотря на активную помощь из Хьюстона. Хотя примерно половину объектов съемки пришлось убрать, Руза смог получить фотографии Декарта с помощью камеры Hasselblad и подтвердить, что это подходящая точка приземления. Руза также использовал Hasselblad для съемки места падения разгонного блока Аполлона 13 S-IVB вблизи лунного кратера Лансбург Б. После миссии поиск неисправностей обнаружил крошечный кусок алюминия, загрязняющий цепь управления заслонкой, из-за чего заслонка работала непрерывно.
На орбите 17 Руза смог увидеть солнечный свет, сияющий от Антареса, и увидеть его длинную тень на лунной поверхности; на орбите 29 он мог видеть солнце, отражающееся от ALSEP. Он также сделал астрономические фотографии Gegenschein и лагранжевой точки системы Солнце-Земля, которая находится за пределами Земли (L 2), проверяя теорию о том, что Gegenschein генерируется отражениями от частиц на L 2 . Выполняя эксперимент с бистатическим радаром, он также сфокусировал передатчики VHF и S-диапазонов корабля Китти Хок на Луне, установленных для отражения и обнаружения с Земли, чтобы узнать больше о глубине лунного реголита.

## Старт с Луны и возвращение на Землю
После ещё одного приёма пищи и краткого отдыха астронавтов, на 143 часу полёта состоялся старт с Луны взлётной ступени лунного модуля. Общая длительность пребывания лунного модуля на поверхности Луны 33 часа 24 минуты.
Стыковка взлётной ступени лунного модуля и командного модуля удалась с первой попытки и была осуществлена на сто сорок пятом часу полёта. Сближение, снятое из командного модуля Стюартом Русой, передавалось по телевидению. Шепард и Митчелл, после чистки пылесосом скафандров и предметов, переносимых в отсек экипажа, перешли в этот отсек. В отсек был перенесён стыковочный штырь, с тем, чтобы доставить его на Землю для осмотра. Он был привязан к одному из кресел тросом, который астронавты специально для этой цели не оставили на Луне, как предусматривалось. Этим тросом астронавты должны были связываться в случае трудностей при подъёме по склону кратера Коун. На 147 часу полёта взлётная ступень лунного модуля была сброшена. Затем был включён на торможение двигатель взлётной ступени и она, как и предусматривалось, упала на Луну. Падение произошло в 70 км от места посадки корабля «Аполлон-14» и в 115 км от места посадки корабля «Аполлон-12». Колебания, вызванные падением, регистрировалось сейсмометрами, установленными экипажами этих кораблей, необычно долго — в течение примерно полутора часов. Предполагают, что при падении ступени образовался кратер длиной 20 метров, шириной 2 метра и глубиной 1 метр.
На 150 часу полёта, во время 35-го витка командного модуля вокруг Луны, был включён основной двигатель, который перевёл корабль на траекторию полёта к Земле.

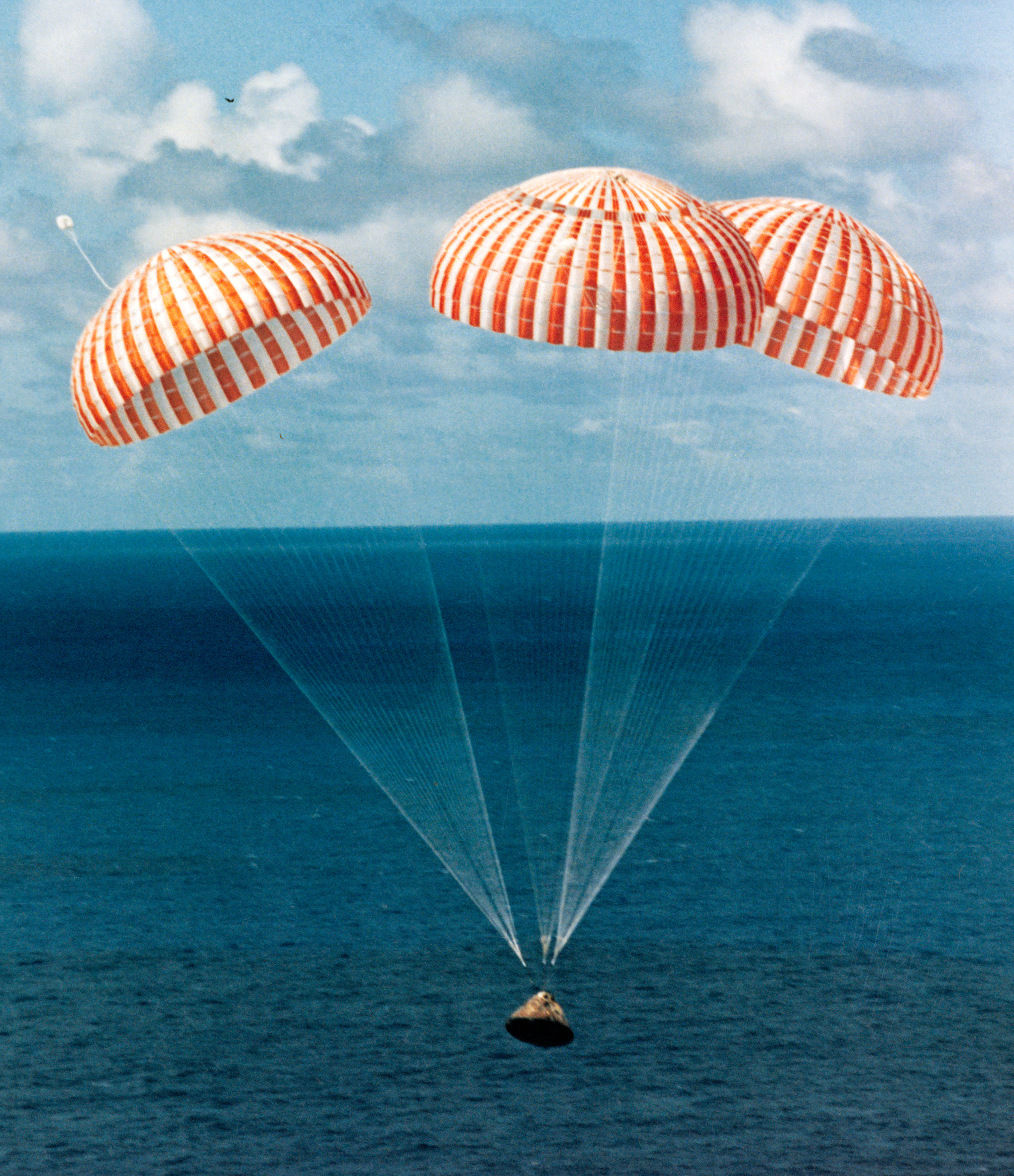
Приводнение спускаемого аппарата, миссия Аполлон-14

На 173 часу полёта начались технологические эксперименты. Одновременно проводился телевизионный сеанс. Шепард во время сеанса сказал несколько слов о значении космических полётов и высказал надежду, что они будут способствовать миру во всём мире.
Митчелл, увлекающийся телепатией, провёл «личный» эксперимент, не санкционированный НАСА. Он мысленно «передавал» символы карт Зенера, а его партнёры в Чикаго в заранее обусловленное время «сосредоточились для их приёма».
Отделение отсека экипажа от служебного отсека командного модуля произошло на 216 часу полёта.
Отсек экипажа приводнился в Тихом океане 9 февраля 1971 года в 21 час 05 минут 04 секунды GMT в точке, расположенной между Американским Самоа и Северным островом Новой Зеландии в 6,4 км от вертолётоносца «Нью Орлеан».
Координаты места посадки 27°06′ ю. ш. 172°23′ з. д..
Полёт продолжался 216 часов 42 минуты.
На воде отсек экипажа изначально установился в расчётном положении (днищем вниз).
Один из трёх основных парашютов при приводнении не отделился, и сброшенные с вертолёта лёгкие водолазы перерезали стропы.
Водолазы подвели под отсек понтон, подали астронавтам через люк чистые комбинезоны и маски с респираторами (при полётах кораблей «Аполлон» 11—14 предусматривались карантинные меры из опасения занести на Землю опасные микроорганизмы, но, так как никаких микроорганизмов обнаружено не было, начиная с полёта корабля «Аполлон-15», послеполётные карантинные меры для астронавтов и образцов отменили).
Вертолёт доставил экипаж корабля на борт авианосца через 49 минут после приводнения.

## Итоги полёта
- Был восстановлен престиж американской космической программы, упавший после аварии корабля «Аполлон-13».
- Была вновь продемонстрирована надёжность и эффективность ракетно-космического комплекса «Сатурн 5 — Аполлон». Отказы, наблюдавшиеся во время полёта, удалось успешно преодолеть, и они не помешали успеху полёта в целом.
- Были вновь продемонстрированы преимущества исследования Луны с участием астронавтов, по сравнению с полётами автоматических аппаратов, отмечалось, что главными задачами полётов лунных экспедиций на кораблях «Аполлон» являются уже не технические, а научные задачи.
- Была продемонстрирована отличная физическая подготовка и высокая квалификация астронавтов. В частности — физическая выносливость Шепарда, которому на момент полёта было 47 лет. Никаких болезненных явлений у астронавтов не наблюдалось. Шепард прибавил в весе полкилограмма (первый случай в истории американской пилотируемой космонавтики). За время полёта астронавты ни разу не принимали медикаментов.
- В лунном камне под названием Большая Берта, доставленном астронавтами Аполлона-14 на Землю, удалось выявить циркон и определить возраст породы — примерно 4—4,1 млрд лет (или 4,51 млрд лет[24]). Этот минерал образовался на Земле и был выбит с неё астероидом или кометой, после чего около 4 млрд лет назад прилетел на Луну, которая тогда была втрое ближе к Земле, чем сейчас[25].

## «Лунные деревья»
На борту «Аполлона-14» к Луне совершили полёт около 500 семян пяти видов деревьев: сосны ладанной, платана, ликвидамбара, секвойевых и псевдотсуги Мензиса. Они находились в маленьком контейнере в личном багаже пилота командного модуля Стюарта Русы. После возвращения на Землю они были проращены в питомниках Службы леса США. В 1975—1976 годах саженцы «лунных деревьев» в ознаменование 200-летия образования США и принятия Декларации независимости были посажены в Белом доме в Вашингтоне, во многих штатах, университетах и центрах НАСА. При этом не велось никакого учёта, где именно посажены растения. К февралю 2016 года специалистам удалось разыскать 75 «лунных деревьев» в 25 штатах.